# فرانك سيلفي
فرانك سيلفي (بالإنجليزية: Frank Selvy)‏ مواليد 9 نوفمبر 1932 في كوربن، هو لاعب كرة سلة أمريكي سابق تحول إلى التدريب بعد الاعتزال بدأ مسيرته الاحترافية في سنة 1954. بلغ طوله 6 قدم 3 بوصة (1.9 م). اعتزل اللعب في 1964.

## فرق لعب لها
- بالتيمور باليتس
- أتلانتا هوكس
- لوس أنجلوس ليكرز
- نيويورك نيكس
- فيلادلفيا سفنتي سيكسرز

## روابط خارجية
- فرانك سيلفي على موقع IMDb (الإنجليزية)
- فرانك سيلفي على موقع إن بي أي (الإنجليزية)
- فرانك سيلفي على موقع سبورتس رفرنس (الإنجليزية)
- فرانك سيلفي على موقع كلية كرة السلة في سبورتس رفرنس.كوم (الإنجليزية)
- فرانك سيلفي على موقع ريلجم (الإنجليزية)
- فرانك سيلفي على موقع بروبوليرز (الإنجليزية)
- فرانك سيلفي على موقع كلية كرة السلة في سبورتس رفرنس.كوم (الإنجليزية)